# Fascellina albicordis
Fascellina albicordis là một loài bướm đêm trong họ Geometridae.